# Cooper Island
Cooper Island er en lille ø i øgruppen de Britiske Jomfruøer i Caribien. 
Øen er af vulkansk oprindelse og har et areal på cirka 2 kvadratkilometer med en længde på omkring 2,4 km. Den højeste elevation er ca 520 m over havets overflade. Øen har ingen fastboende befolkning, men i Manchioneel Bay på den nordlige del af øen er der et par restauranter og "Guest Houses". Øen kan kun nås med skib, og er et populært udflugtsmål.